# ボクセル

ボクセルを積み重ねた様子。網掛けの部分が1個のボクセル

ボクセル（英: voxel）とは、体積の要素であり、3次元空間での正規格子単位の値(-1~1)を表す。「ボクセル」という用語は「体積 (volume)」と「ピクセル (pixel)」を組み合わせたかばん語である。これは、2次元画像データがピクセルで表されることのアナロジーである。ボクセルは、医療や科学データの可視化や解析によく使われる。体積型ディスプレイは解像度をボクセルで表すこともある。例えば、512×512×512ボクセルといった表現である。
ピクセルと同様、ボクセル自体は空間内の座標を持たないが、他のボクセル群との位置関係（すなわち、1つの立体イメージを構成するデータ構造内のそれぞれの位置）で推測できる。

## ボクセルデータ

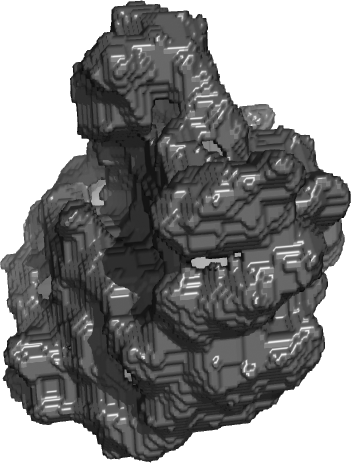
高分子をボクセルで表したもの

ボクセルは一定のスカラー値/ベクトル値を持つ小さな体積の立方体であり、立体データを離散的に表現したときの格子/ピクセルに対応したスカラー値/ベクトル値を持つ。ボクセルの境界は隣接する格子と格子の間に正確に一致する。ボクセルデータの解像度は有限であり、各セルの中心のデータだけが正確である。ボクセルデータが適切に帯域制限された信号をサンプリングしたものだという仮定の下で、サンプリングされたボクセル間のデータ点の正確な復元にはローパスフィルタを適用する必要がある。このローパスフィルタの近似に視覚的に適したものとしては、多項式補間を3次元に適用したものがある。
ボクセル値は様々な属性を表す。CTスキャンでは、X線の吸収率 (Hounsfield Unit) がボクセルの値となる。MRIや超音波で得られる値もそれぞれ異なる。
ボクセルは複数のスカラー値に対応することもあり、それがベクトル値となる。例えば、超音波検査のBモードとドップラーエコーでは、密度や流速変化率などが得られ、各ボクセル位置にそれらのデータが対応している。
直接3次元レンダリングに利用できる値もある。例えば、表面に対する法線ベクトルや色である。
ボクセルにはいくつかの異なる種類がある。1つは、立体のオブジェクトをベクトルではなく3次元ビットマップで表す手段である（逆に、ポリゴンはベクトルで表す）。もう1つは、ゲームやシミュレーションでよく使われるボクセル地形である。一般にボクセル地形はハイトマップの代替手段として使われる。ハイトマップとは異なり、オーバーハングや洞窟や橋などを3次元地形で表すことができる。

## 用途

### データ可視化
ボクセルで構成された立体は、直接ボリュームレンダリングで可視化することもできるし、そこから表面をポリゴンとして抽出してレンダリングすることもできる。表面の抽出法としてはマーチングキューブ法がよく使われるが、他の技法も存在する。

### コンピュータゲーム
- 「デルタフォース」など、NovaLogic社のゲームはボクセルベースのレンダリング技術を採用しているものが多い。
- Westwood Studiosのゲームもボクセルを使ったものがいくつかある。「コマンド&コンカー レッドアラート」、「コマンド&コンカー タイベリアン・サン」では乗り物をボクセルでレンダリングしていた。『ブレードランナー』のゲームでは人物などをボクセルでレンダリングしていた。
- セガサターン用ゲーム「A+M+O+K」でもボクセルを利用していた。
- 「Duke Nukem 3D」には、ファンが制作したボクセルモードパックがあり、表示をボクセルに変換する。
- 「CRYSIS」は地形システムにボクセルを使っている。
- Voxelstein 3D は破壊可能なオブジェクトをボクセルで描画している[2]。
- 「デジボク地球防衛軍」は、デジタルとボクセルを掛け合わせた「デジボク」をテーマとしている。
- SAT-BOXは「ボクセルシリーズ」というゲームを展開している[3]。

## 拡張
ボクセルを一般化したものの1つに「ドクセル (doxel)」または dynamic voxel がある。これは3次元の動画データのような4次元データで使われる。例えば、100×100×100×100ドクセルのイメージがあるとすると、これは100×100×100ボクセルの3次元イメージが100コマ並んでいるとも言える。このようなデータの格納と操作にはリソースが大量に必要だが、時空の研究などに役立つ。